# Kurt Repke

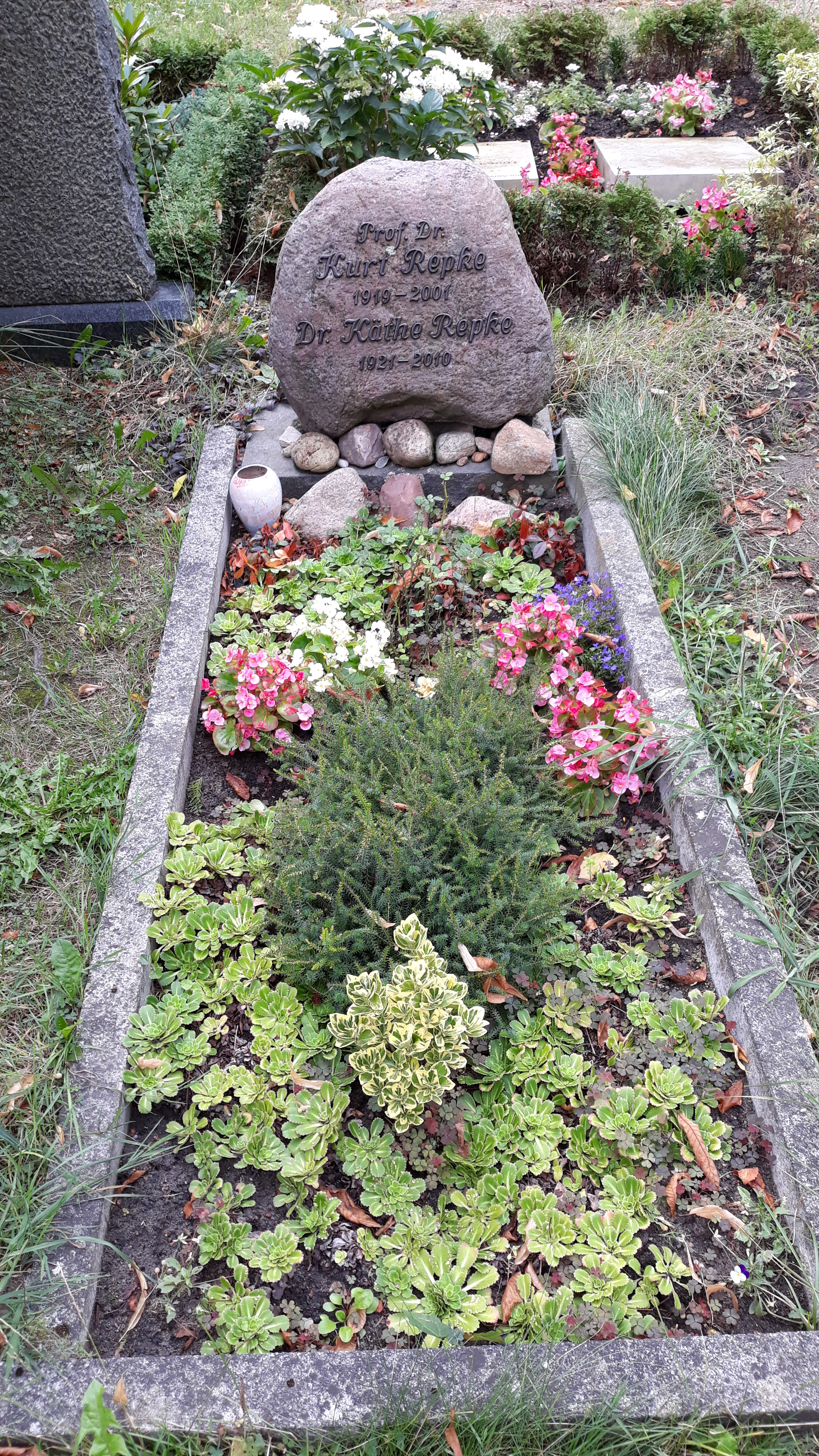
Das Grab von Kurt Repke und seiner Ehefrau Käthe auf dem Evangelischen Friedhof Buch in Berlin.

Kurt Robert Hermann Repke (* 7. Juni 1919 in Friesack; † 10. Januar 2001 in Berlin) war ein deutscher Biochemiker und Pharmakologe. Er wirkte von 1955 bis 1984 an verschiedenen biomedizinischen Forschungsinstituten der Deutschen Akademie der Wissenschaften zu Berlin, der späteren Akademie der Wissenschaften der DDR, darunter von 1964 bis 1971 als Direktor des Instituts für Biochemie in Berlin-Buch und von 1971 bis 1984 als Sektionsleiter an dessen Nachfolgeeinrichtung, dem Zentralinstitut für Molekularbiologie. Mit seinen Arbeiten leistete er grundlegende Beiträge zur Aufklärung der Biotransformation, der Pharmakokinetik und der Pharmakodynamik der Herzglykoside.

## Leben
Kurt Repke wurde 1919 in Friesack als Sohn eines Bäckermeisters geboren und absolvierte nach dem Besuch der Volksschule in seinem Heimatort das Realgymnasium in Nauen, wo er 1938 das Abitur erlangte. Er absolvierte anschließend ein Studium der Medizin an den Universitäten Jena, Greifswald sowie Rostock, und promovierte 1945 in Greifswald mit einer biochemischen Arbeit zur Cholinesterase. Bis 1950 bildete er sich in Hamburg, Potsdam und bei Gerhardt Katsch an der Medizinischen Universitätsklinik Greifswald zum Facharzt für innere Medizin weiter. Im gleichen Jahr wechselte er als Assistent an das Institut für Pharmakologie der Universität Greifswald, an dem er ab 1952 als Oberassistent fungierte und 1953 unter Paul Wels habilitiert wurde.
Zwei Jahre später ging Kurt Repke an das Institut für Medizin und Biologie der Deutschen Akademie der Wissenschaften zu Berlin in Berlin-Buch, an dem er unter Karl Lohmann tätig war. Hier wurde er 1958 zum Professor ernannt, ab 1959 leitete er eine eigene Abteilung für Steroidforschung. Nachdem das Institut für Medizin und Biologie im Oktober 1961 in mehrere eigenständige Institute aufgeteilt worden war, folgte er 1964 Karl Lohmann als Direktor des Akademie-Instituts für Biochemie. In dieser Funktion war er bis 1971 tätig. Mit der Zusammenlegung des Instituts mit anderen Instituten zum Zentralinstitut für Molekularbiologie (ZIM) zum Beginn des Jahres 1972 übernahm er am ZIM bis zu seiner Emeritierung 1984 die Leitung des Bereichs Biomembranen. Er starb 2001 in Berlin.

## Wissenschaftliches Wirken
Schwerpunkte der Forschung von Kurt Repke während seiner Greifswalder Zeit waren die Strahlenbiologie und in Zusammenarbeit mit Fritz Markwardt die Untersuchung der Steroidhormone, insbesondere der Estrogene. Nachdem er sich in Berlin-Buch zunächst weiterhin der Steroidforschung gewidmet hatte, wandte er sich später den Herzglykosiden zu. Er veröffentlichte eine Reihe grundlegender Arbeiten zu Analytik und Biotransformation sowie zu Pharmakokinetik, Struktur-Wirkungs-Beziehungen und Pharmakodynamik dieser Wirkstoffe, von denen insbesondere seine in Zusammenarbeit mit Albert Wollenberger erlangten Forschungsergebnisse zu deren Wirkmechanismus bis in die Gegenwart den Stand des entsprechenden Lehrbuchwissens prägen.

## Auszeichnungen
Kurt Repke wurde 1961 in die Deutsche Akademie der Naturforscher Leopoldina aufgenommen und erhielt 1973 den Nationalpreis der DDR. Darüber hinaus ernannte ihn die Cardiac Muscle Society zu ihrem Ehrenmitglied.